# Neuroestetica
La neuroestetica è un'area di ricerca che coinvolge le scienze cognitive e l'estetica e che affianca un approccio neuroscientifico alla consueta analisi estetica della produzione e della fruizione di opere d'arte.

## Storia della disciplina
Padre della neuroestetica è considerato il neurobiologo Semir Zeki che dopo la pubblicazione del suo "The neurology of kinetic art" nel 1994, scritto in collaborazione con Matthew Lamb, ha dato il via ad una serie di studi "per comprendere le basi biologiche dell'esperienza estetica", che hanno di fatto gettato le basi della disciplina. Nel 2001 ha fondato l'Institute of neuroesthetics, presso lo University College London e presente anche presso la Berkeley University. Nel 1999, sempre in ambito statunitense, il neurologo indiano Vilayanur S. Ramachandran ha proposto una teoria neurologica dell'esperienza estetica attraverso la pubblicazione di un articolo; successivamente, nel 2003, ha pubblicato un volume sulla mente che verrà tradotto in italiano l'anno seguente, al cui interno trova spazio un capitolo intitolato The Artful Brain in cui vengono presentate "le dieci leggi universali dell'arte": in questa occasione, l'autore ha suggerito un'impostazione evoluzionisticamente orientata che mette in relazione il comportamento umano con quello delle altre specie animali, evidenziandone le analogie.

## In Italia
In ambito italiano, nel 1995, il neurobiologo Lamberto Maffei e Adriana Fiorentini hanno scritto il primo volume esplicitamente dedicato alla relazione tra arte e cervello, in cui si cercava di esaminare le aree del cervello che risultano attive nella fruizione di opere d'arte. Nel 2007, Giovanni Lucignani e Andrea Pinotti curano l'edizione di un volume dedicato alla relazione tra neuroscienze, arte e filosofia che, mediante il confronto tra diversi approcci disciplinari, fornisce una guida introduttiva alla nascente disciplina. Nel 2016 viene pubblicato un agile trattato a cura di Alessandra Calcinotto e Marco Ivaldi che esplicita nel dettaglio molti studi neuroscientifici in relazione all'arte sottolineando forti legami tra l'ambito dell'apprendimento e dell'imitazione motoria e quello della neuroestetica, fornendo la chiave per la comprensione dei meccanismi cerebrali alla base delle motivazioni e delle intenzioni artistiche dell'uomo. Nel 2020 è stato pubblicato un saggio riassuntivo sulle dinamiche neuroestetiche da Angela Savino e Ottavio de Clemente, con una prefazione del filosofo Alberto Jori. Nel 2021 il compositore Carlo Alessandro Landini ha pubblicato il primo saggio interamente italiano di neuroestetica musicale. Dal 2019 è attivo un master universitario di secondo livello in Neuroestetica indetto dal Dipartimento di Medicina dei Sistemi dell'Università di Roma Tor Vergata. Il testo NeurArt 3.0 pubblicato nel 2024, raccoglie le lezioni di alcuni dei docenti di questo master.